# José Cardozo
Pour les articles homonymes, voir Cardozo.
José Cardozo de son vrai nom José Saturnino Cardozo Otazu, est un footballeur paraguayen né le 19 mars 1971 à Nueva Italia (Paraguay) devenu entraineur.

## Carrière

### En clubs
Cardozo a marqué 249 buts pour Toluca, dont 58 lors de la saison 2002, ce qui lui permet d'être le Meilleur buteur mondial de l'année de première division en 2002.

### En équipe nationale
Cardozo est le meilleur buteur de tous les temps de l'équipe du Paraguay (25 buts en 83 sélections).
Il a participé aux coupes du monde de 1998 (dans laquelle il a inscrit un but face au Nigéria lors du premier tour) et 2002 ainsi qu’aux Jeux olympiques d'été de 2004 (médaille d’argent).

## Statistiques

### En sélection nationale
| Saison                | Sélection             | Phases finales        | Phases finales | Phases finales | Phases finales | Éliminatoires CDM | Éliminatoires CDM | Éliminatoires CDM | Matchs amicaux | Matchs amicaux | Matchs amicaux | Total | Total | Total |
| Saison                | Sélection             | Compétition           | M              | B              | Pd             | M                 | B                 | Pd                | M              | B              | Pd             | M     | B     | Pd    |
| --------------------- | --------------------- | --------------------- | -------------- | -------------- | -------------- | ----------------- | ----------------- | ----------------- | -------------- | -------------- | -------------- | ----- | ----- | ----- |
| 1990-1991             | Paraguay              | Copa América 1991     | 3              | 1              | 0              | -                 | -                 | -                 | 2              | 0              | 0              | 5     | 1     | 0     |
| 1994-1995             | Paraguay              | Copa América 1995     | 3              | 2              | 1              | -                 | -                 | -                 | 6              | 1              | 0              | 9     | 3     | 1     |
| 1995-1996             | Paraguay              | -                     | -              | -              | -              | -                 | -                 | -                 | 1              | 1              | 0              | 1     | 1     | 0     |
| 1996-1997             | Paraguay              | Copa América 1997     | 4              | 0              | 0              | 7                 | 1                 | 0                 | 1              | 0              | 0              | 12    | 1     | 0     |
| 1997-1998             | Paraguay              | Coupe du monde 1998   | 3              | 1              | 0              | -                 | -                 | -                 | 6              | 1              | 0              | 9     | 2     | 0     |
| 1998-1999             | Paraguay              | Copa América 1999     | -              | -              | -              | -                 | -                 | -                 | 2              | 0              | 0              | 2     | 0     | 0     |
| 1999-2000             | Paraguay              | -                     | -              | -              | -              | 4                 | 1                 | 0                 | 1              | 0              | 0              | 5     | 1     | 0     |
| 2000-2001             | Paraguay              | Copa América 2001     | -              | -              | -              | 6                 | 3                 | 1                 | -              | -              | -              | 6     | 3     | 1     |
| 2001-2002             | Paraguay              | Coupe du monde 2002   | 3              | 0              | 0              | 5                 | 2                 | 0                 | 3              | 1              | 0              | 11    | 3     | 0     |
| 2002-2003             | Paraguay              | -                     | -              | -              | -              | -                 | -                 | -                 | 3              | 1              | 0              | 3     | 1     | 0     |
| 2003-2004             | Paraguay              | Copa América 2004     | -              | -              | -              | 7                 | 5                 | 1                 | -              | -              | -              | 7     | 5     | 1     |
| 2004-2005             | Paraguay              | -                     | -              | -              | -              | 7                 | 2                 | 0                 | 1              | 1              | 0              | 8     | 3     | 0     |
| 2005-2006             | Paraguay              | Coupe du monde 2006   | -              | -              | -              | 1                 | 0                 | 0                 | 3              | 1              | 0              | 4     | 1     | 0     |
| Total sur la carrière | Total sur la carrière | Total sur la carrière | 16             | 4              | 1              | 37                | 14                | 2                 | 29             | 7              | 0              | 82    | 25    | 3     |

## Palmarès
- Meilleur joueur sud-américain de l'année en 2002
- Meilleur buteur mondial de l'année de première division en 2002